# چالمرز جانسن

چالمرز جانسن (به انگلیسی: Chalmers Ashby Johnson) (زاده ۱۹۳۱ درگذشته ۲۰۱۰) یک دانشمند سیاسی آمریکایی بود که در جایگاه استاد دانشگاه کالیفرنیا در سن دیگو به تدریس علوم سیاسی اشتغال داشت. او که در جنگ کره، افسر نیروی دریایی آمریکا بوده‌است از سال ۱۹۶۷ تا ۱۹۷۳ بعنوان مشاور سازمان سی.آی. اِی نیز مشغول به کار بود و در مسائل مربوط به ژاپن و شرق آسیا تخصص داشت. او با همکاری چندی از سیاستمداران آمریکایی، بنیاد تحقیقات راهبردی ژاپن را بنا نهاد تا دربارهٔ ژاپن تحقیقات گسترده صورت دهند.
وی کتابهای بسیاری دربارهٔ امپراتوری ایالات متحده آمریکا نوشته و رفتار آمریکا در جهان را به باد انتقاد گرفته‌است. او با انتقاد از امپریالیسم آمریکایی آن را با جمهوری روم مقایسه می‌کند که با ظلم و ستم حکمرانی کرد و سرانجام نابود شد. او بر این باور است که آمریکا با هژمونی نظامی خود به دنبال ایجاد یک امپراتوری جهانی است. وی می‌افزاید که امپراتوری آمریکا به شیوهٔ ایجاد پایگاه‌های نظامی بسیار زیاد در سرتاسر جهان شکل گرفته‌است.

## کتابهای مشهور

### لگد تفنگ: هزینه و عواقب امپراتوری آمریکا
در کتاب «لگد تفنگ»، من به این موضوع پرداختم که چرا همهٔ کشورها از ما بیزار هستند. مفهوم واژه لگد تفنگ تنها به این معنی نیست که ستمدیدگان بخاطر کارهای آشکار ما واکنش نشان داده و بر ما تلافی کنند و انتقام بگیرند. بلکه می‌تواند به تلافی مسائلی مربوط بشود که ما بکلی به‌صورت مخفیانه انجام دادیم و از مردم آمریکا هم پنهان نگه‌داشتیم. معنایش این است که هنگامیکه زمان تلافی فرا برسد، همانند رویداد یازده سپتامبر مردم آمریکا توانایی درک این میزان تنفر را ندارند؛ بنابراین از دولت کشور خود برای ورود به یک جنگ تازه و نابودی بانیان آن عمل پشتیبانی کنند؛ بنابراین با این روش زمینه‌ها برای انجام پروژه‌ای تازه و یک «لگد تفنگ» تازه فراهم خواهد شد. در این کتاب به پس‌زمینه‌های حضور آمریکا در شرق آسیا پرداختم و بر روی مسائل خاورمیانه تمرکز نکرده‌ام.
__ چالمرز جانسن - ۲۰۰۶

### در سوگ امپراتوری: نظامی‌گری، پنهان‌کاری و پایان این جمهوری
من کتاب «در سوگ امپراتوری» را در هنگامهٔ لشکرکشی آمریکا به افغانستان و عراق نوشتم. به موضوع گسترش پایگاه‌های نظامی آمریکا از پیروزی در جنگ جهانی دوم تاکنون پژوهش‌های زیادی انجام دادم و متوجه شدم که ما ۷۳۷ پایگاه نظامی در کشورهای مردمان دیگر بنا کرده‌ایم. این «امپراتوری پایگاه‌ها»، تجلی‌گر یک هژمونی جهانی برای ماست و بسیاری از جنگ‌هایی که به راه انداختیم، پیشاپیش با هدف حفظ و گسترش زنجیرهٔ این پایگاه‌ها بوده‌است. ما مردم آمریکا این پایگاه‌ها را به چشم امپراتوری نمی‌بینیم تا اینکه رویداد مهمی همانند شکنجه زندانیان در بازداشتگاه گوانتانامو رخ می‌دهد و توجه‌ها را به خود جلب می‌کند. در پایگاه‌های آمریکا در کشورهای دیگر، سربازانی متکبر اسکان داده می‌شوند و معمولاً با ساکنان محلی درگیر شده و حتی به زنان آنها نیز تجاوز جنسی می‌کنند و این عمل خود را حق مسلم خود برای رفتار با یک کشور شکست خورده قلمداد می‌نمایند. مردم آن کشورها خود را شکست خورده و تحت محاصره می‌پندارند و همانند شبه‌جزیره ایبری و هند در زمان اشغال توسط بیگانگان می‌بینند.
__ چالمرز جانسن - ۲۰۰۶

### نمسیس: واپسین روزهای جمهوری آمریکایی
در کتاب «نمسیس»، تلاش کردم تا مدارک سیاسی، اقتصادی، تاریخی و فسلفی از رفتارهایمان را بازگو کنم. بر این باورم که ما در آمریکا، برای نگهداشت این امپراتوری، ناچار شدیم دموکراسی خود را زیر پا بگذاریم و به یک دیکتاتوری نظامی و حتی دیکتاتوری شهروندی روی آوریم. بنیانگذاران آمریکا این موضوع را بخوبی درک کردند و تلاش کردند تا با بنا نهادن یک جمهوری، از بروز چنین رویدادی جلوگیری کنند؛ ولی ترکیب کردن یک ارتش بزرگ، جنگهای مداوم و کینزینیسم نظامی و ویرانگری‌های نظامی مایهٔ این شد که جمهوری ما به یک امپراتوری نظامی بیش از حد گسترده، منزوی و ورشکسته تبدیل شود. نمسیس در اطراف این ملت پرسه می‌زند!
__ چالمرز جانسن - ۲۰۰۶

### برچیدن امپراتوری: واپسین امید آمریکا
کتاب برچیدن امپراتوری یکی از معروفترین کتابهای جانسن است. جانسن در کتاب برچیدن امپراتوری به راهکاری ساده برای برچیدن امپراتوری آمریکا پرداخته‌است و بیان داشته که باید به روشی ساده، این طمع را کنار گذاشته و از میزان پایگاه‌های نظامی و گسترش امپراتوری بکاهند تا به سرنوشت روم باستان گرفتار نشوند. وگرنه نابودی به‌صورت کلی خواهد بود.

## مرگ
جانسون در ۲۰ نوامبر ۲۰۱۰ در سن ۷۹ سالگی برا اثر روماتیسم مفصلی و بیماری تنفسی در خانه‌اش در شهرستان سن دیگو درگذشت.